# Leta Stetter Hollingworth
Leta Stetter Hollingworth, född 25 maj 1886, död 27 november 1939, var en amerikansk psykolog. Hon var gift med Harry Hollingworth.
Leta Stetter Hollingworth var professor i pedagogik vid Columbia University. Genom sina insatser på intelligenstestningens samt barn- och ungdomspsykologins område var hon en av samtidens främsta pedagogisk-psykologiska forskare. Hon gav grundläggande bidrag till intelligensforskningens metodik och i fråga om betraktelsesättet på över- och underbegåvade barn i Psychology of subnormal children (1920), Special talents and defects (1923) och Gifted children, their nature and nurture  (1926). Hollingworth betonade starkt att utvecklingens förlopp var individuellt, samtidigt som hon påpekade en stark kontinuitet mellan de olika åldersstadierna. Hollingworths tankar är särskilt framträdande i hennes studier över ungdomsårens psykologi, som finns publicerade bland annat i The psychology of the adolescent (1928).